# Spressa delle Giudicarie
Spressa delle Giudicarie is een kaassoort en wordt gemaakt van magere koemelk. Het is in de Alpenregio van Italië een van de oudste kazen die er wordt gemaakt. De kaas wordt gemaakt in cilindrische vorm, zo'n 25 cm in doorsnede. De korst is bruin, het binnenste van de kaas is wit tot lichtgeel met kleine tot middelgrote gaatjes. De kaas wordt gegeten als ze nog jong is.
Oorspronkelijk werd de melk gebruikt om boter te maken. De magere melk die overbleef, werd gebruikt om te kazen. De huidige kaas heeft een hoger vet gehalte, maar is nog steeds relatief mager.